# Johannes Michael Friedrich Adams
Johannes Michael Friedrich Adams, later Michael Friedrich Adams (Russisch: Михаил Иванович Адамс, Michail Ivanovitsj Adams) genoemd (Moskou, 1780 - Vereja, 1 maart 1838) was een Russisch botanicus en zoöloog.
Hij studeerde van 1795 tot 1796 in Sint-Petersburg. In de periode 1800 - 1802 reisde Adams door de Kaukasus, samen met de Russische scheikundige en bioloog Apollos Moesin-Poesjkin. Als zoöloog reisde hij samen met Joeri Golovkin naar China, maar die missie faalde en hij werd teruggezonden naar Jakoetsk. In 1805 en 1806 reisde hij langs de Lena, waar hij een perfect geconserveerde mammoet heeft gevonden. Daarna keerde hij terug naar Sint-Petersburg
Tijdens zijn laatste levensjaren was hij hoogleraar plantkunde aan de Geneeskundige Akademie van Moskou.
- Author citation (botany): Adams
- Gemeinsame Normdatei: 12017507X
- International Standard Name Identifier: 0000 0000 2742 9780
- Museum of New Zealand Te Papa Tongarewa: 69432
- Virtual International Authority File: 63075462